# Храм Різдва Пресвятої Богородиці (Боромля)
Храм Різдва Пресвятої Богородиці — перший храм сотенного містечка Боромля. Побудований у 1659 році.

## Загальні історичні відомості
Переселенці з правобережжя, які заснували містечко Боромлю, були глибоко віруючими людьми. Вони сповідували православ’я. Віра фактично пронизувала все їхнє життя. Разом з переселенцями прибули священнослужителі, які мали спеціальний церковний інвентар та старовинні книги. Вже у 1659 році, поряд з невеличкими будиночками, всередині  кріпості, була збудована перша дерев’яна церква, яка називалася храмом Різдва Богородиці.
На початку XVIII століття в Боромлі існувало шість храмів, а у 1761 р. в ній було введено духовне управління. У XVII-XVIII століттях храми будувалися лише з дерева. Вони були недовговічні, та їх часто доводилось ремонтувати, замінювати певні частини, перебудовувати. Уже в перші роки XIX століття замість дерев’яних починається будівництво кам’яних храмів.
У 1725 році парафіяни зверталися з проханням спорудити нову соборну церкву. У 1803 році розпочалося будівництво мурованого храму Різдва Пресвятої Богородиці. До завершення спорудження нового храму, у 1811 році його попередник — дерев'яний храм Різдва Пресвятої Богородиці був знищений внаслідок пожежі. Того ж року, за проектом видатного архітектора Олександра Паліцина, на кошти поміщика Миколи Івановича Карпова, було завершено будівництво нової мурованої церкви. Головним розпорядником на будівництві був протоієрей Семен Белицький. Посади «попечителів» прийняли на себе Степан Олексійович Микулаєв і Павло Якович Сухачов.
Храм був двоярусний, двопрестольний. Головний престол на честь Різдва Пресвятої Богородиці, а престол верхнього поверху Іі на честь Святителя Митрофана Воронізького. 
З огляду на те, що у 1811 році, внаслідок пожежі, був також знищений Воскресенський храм, було прийнято рішення влаштувати в мурованій дзвіниці церкви Різдва Пресвятої Богородиці теплий храм Воскресіння Христового.
При храмі діяла церковно-парафіяльна школа.
Наприкінці 20-х років XX століття, у селі примусово почали закривати церкви. У соборі в 1929 році розмістили машинно-тракторну станцію. 
У 40-х рр. XX століття храм Різдва Пресвятої Богородиці був знищений радянською владою. З церковної цегли були збудовані адміністративні будівлі міста Тростянець.
| 1730 | 1750 | 1770 | 1790 | 1810 | 1820 | 1830 | 1850 | 1889 |
| ---- | ---- | ---- | ---- | ---- | ---- | ---- | ---- | ---- |
| 988  | 1116 | 1355 | 1422 | 2437 | 2214 | 2272 | 2105 | 2357 |

## Священослужителі
Згідно Довідкової книги Івана Самойловича 1904 року, у храмі служили:
- Іоан Бондарьов, 30 років. Проводив службу з 1897 року. Закінчив духовну семінарію по другому розряду. З 1896 року займав посаду законовчителя двокласного училища міністерства народної освіти, земського училища та місцевих церковних шкіл;
- Диякон Іоан Приходін, 34 роки. Служба з 1901 року. Закінчив три класи духовного училища, псаломщик з 1884 року. У сані диякона з 1891 року. Займав посаду вчителя місцевих церковно-парафіяльних шкіл, мав свідоцтво на звання вчителя;
- Псаломщик Павло Мінченко, 55 років. Проводив службу з 1903 року. Навчався у міській школі. Псаломщик з 1884 року;
- Йосиф Тищенко. Селянин, церковний староста з 1903 року.

## Розташування
Собор Різдва Пресвятої Богородиці був розташовий на території сучасного центру села Боромля, неподалік поштового відділення, колишньої автостанції, шкільного стадіону, та за 100 метрів від місця проходження автотраси Суми — Полтава (Н12).

## Сьогодення
Храм не зберігся до нашого часу.